# Olympische Sommerspiele 1920/Schwimmen – 200 m Brust (Männer)
Der Schwimmwettkampf über 200 Meter Brust der Männer bei den Olympischen Spielen 1920 in Antwerpen wurde vom 26. bis 29. August ausgetragen.

## Rekorde
Vor Beginn der Olympischen Spiele waren folgende Rekorde gültig:
| Weltrekord         | 2:56,6 min | Percy Courtman | Garston, Vereinigtes Königreich | 28. Juli 1914 |
| Olympischer Rekord | 3:01,8 min | Walter Bathe   | Stockholm, Schweden             | 12. Juli 1912 |

Es wurden keine neuen Rekorde aufgestellt.

## Ergebnisse

### Vorläufe
Die zwei ersten Athleten eines jeden Laufs sowie der zeitschnellste Drittplatzierte aller Läufe qualifizierten sich für das Halbfinale.
Lauf 1
| Rang | Athlet        | Nation             | Zeit       | Anm. |
| ---- | ------------- | ------------------ | ---------- | ---- |
| 1    | Jack Howell   | Vereinigte Staaten | 3:09,8 min | Q    |
| 2    | Per Cederblom | Schweden           | 3:12,2 min | Q    |
| 3    | Edmond Henry  | Belgien            | 3:18,0 min |      |
| 4    | Rex Lassam    | Großbritannien     | unbekannt  |      |
| 5    | Sydney Gooday | Kanada             | unbekannt  |      |

Lauf 2
| Rang | Athlet            | Nation             | Zeit       | Anm. |
| ---- | ----------------- | ------------------ | ---------- | ---- |
| 1    | Olle Dickson      | Schweden           | 3:16,0 min | Q    |
| 2    | Michael McDermott | Vereinigte Staaten | 3:16,4 min | Q    |
| 3    | Paul Neeckx       | Belgien            | 3:16,6 min | q    |
| 4    | Théodore Michel   | Luxemburg          | unbekannt  |      |
| 5    | Émile Arbogast    | Frankreich         | unbekannt  |      |
| 6    | Ernest Parker     | Großbritannien     | unbekannt  |      |

Lauf 3
| Rang | Athlet             | Nation             | Zeit       | Anm. |
| ---- | ------------------ | ------------------ | ---------- | ---- |
| 1    | Håkan Malmrot      | Schweden           | 3:04,0 min | Q    |
| 2    | Arvo Aaltonen      | Finnland           | 3:11,6 min | Q    |
| 3    | Édouard Van Haelen | Belgien            | 3:22,6 min |      |
| 4    | Stephen Ruddy      | Vereinigte Staaten | unbekannt  |      |
| 5    | Eduard Stibor      | Tschechoslowakei   | unbekannt  |      |
| 6    | George Robertson   | Großbritannien     | unbekannt  |      |

Lauf 4
| Rang | Athlet           | Nation             | Zeit       | Anm. |
| ---- | ---------------- | ------------------ | ---------- | ---- |
| 1    | Thor Henning     | Schweden           | 3:12,8 min | Q    |
| 2    | Ivan Stedman     | Australien         | 3:18,8 min | Q    |
| 3    | William Stoney   | Großbritannien     | 3:20,8 min |      |
| 4    | Herbert Taylor   | Vereinigte Staaten | unbekannt  |      |
| 5    | Lucien Lebaillif | Frankreich         | unbekannt  |      |
| 6    | Luis Balcells    | Spanien            | unbekannt  |      |
| 7    | Félicien Courbet | Belgien            | unbekannt  |      |

### Halbfinale
Die ersten zwei Athleten eines jeden Laufs und der schnellste Dritte qualifizierten sich für das Finale.
Halbfinale 1
| Rang | Athlet        | Nation             | Zeit       | Anm. |
| ---- | ------------- | ------------------ | ---------- | ---- |
| 1    | Jack Howell   | Vereinigte Staaten | 3:10,8 min | Q    |
| 2    | Per Cederblom | Schweden           | 3:14,6 min | Q    |
| 3    | Thor Henning  | Schweden           | 3:16,0 min | q    |
| 4    | Olle Dickson  | Schweden           | unbekannt  |      |
| 5    | Paul Neeckx   | Belgien            | unbekannt  |      |

Halbfinale 2
| Rang | Athlet            | Nation             | Zeit       | Anm. |
| ---- | ----------------- | ------------------ | ---------- | ---- |
| 1    | Håkan Malmrot     | Schweden           | 3:09,0 min | Q    |
| 2    | Arvo Aaltonen     | Finnland           | 3:12,4 min | Q    |
| 3    | Ivan Stedman      | Australien         | 3:16,0 min | q    |
| 4    | Michael McDermott | Vereinigte Staaten | unbekannt  |      |

### Finale
| Rang | Athlet        | Nation             | Zeit       |
| ---- | ------------- | ------------------ | ---------- |
| 1    | Håkan Malmrot | Schweden           | 3:04,4 min |
| 2    | Thor Henning  | Schweden           | 3:09,2 min |
| 3    | Arvo Aaltonen | Finnland           | 3:12,2 min |
| 4    | Jack Howell   | Vereinigte Staaten | unbekannt  |
| 5    | Ivan Stedman  | Australien         | unbekannt  |
| —    | Per Cederblom | Schweden           | DNF        |